# 大生虎史
大生 虎史（おおばえ こうし、2006年3月26日 - ）は、岐阜県加茂郡川辺町出身のプロ野球選手（投手）。右投右打。くふうハヤテベンチャーズ静岡所属。
兄はBCリーグ・埼玉武蔵ヒートベアーズに所属する大生竜万。

## 経歴

### プロ入り前
少年野球チームの川辺イーグルスで野球を始め、川辺町立川辺中学校在学時には豊田リトルシニアに在籍した。いずれも兄・竜万と同じチームである。3年次には第26回日本リトルシニア全国選抜野球大会に出場し、ベスト16の成績を残した。高校は大分県の柳ヶ浦高等学校に進学した。中学時代はサイドスローだったが、高校入学後にスリークォーターにフォームを変更した。3年夏の県大会2回戦では、シード校である高田高を8回途中無失点に抑えて勝利を収めたものの、県ベスト8の成績に終わり甲子園への出場はならなかった。10月4日にはプロ志望届を提出したとの報道がされたがドラフト会議での指名はなされなかった。

### くふうハヤテ時代
2023年12月7日、2024年シーズンから日本野球機構のウエスタン・リーグに新規参入するくふうハヤテベンチャーズ静岡（当時正式球団名未定）に入団することが発表された。背番号は11。同球団の高校新卒選手の入団は大生が唯一であったが、のちに投手のみ追加で実施されたトライアウトを経て山田門も入団している。

## 選手としての特徴
直球の最速は154km/h。スリークォーターから投げ込む力強い直球を武器とするほか、カーブやスライダーも投げられる。

## 詳細情報

### 背番号
- 11（2024年 - ）